# Floc de neu de Koch

Floc de neu de Koch

El floc de neu de Koch (també anomenat estel de Koch o illa de Koch) és un conjunt geomètric 
i una de les primeres corbes fractals que es varen descriure.
Va aparèixer per primera vegada el 1904 en l'article titulat Sur une courbe continue sans tangente, obtenue par une construction géométrique élémentaire, del matemàtic suec Helge von Koch. La construcció d'aquesta corba és un procés iteratiu que comença amb un triangle equilàter, i en el qual 
a cadascun dels costats es construeix una corba de Koch.
La corba de Koch és un cas especial de la corba de Rham. És una corba contínua però no diferenciable en cap punt.

## Construcció
Per construir una corba de Koch se segueix un procés iteratiu, començant des d'un segment de línia recta, de la manera següent:
1. Es divideix el segment en tres parts de longitud igual.
2. Es construeix un triangle equilàter amb base en el segment del mig del pas anterior.
3. S'elimina el segment base del triangle del pas anterior.
4. Es torna al pas 1, aplicant ara els passos a cada un dels segments que sorgeixen.

La corba de Koch és el límit de seguir el procediment anterior infinitament.
|  |  |  |
|  |  |  |
|  |  |  |

Tres d'aquestes corbes unides formen el floc de neu de Koch i el antifloc de neu de Koch:
|  |  |

## Propietats
- La corba de Koch té una longitud infinita, perquè a cada pas hi ha quatre vegades més segments que a l'anterior, {\displaystyle 3\cdot 4^{n}}, i la longitud de cadascun és una tercera part del segment anterior. Llavors, la longitud total creix 1/3 i la longitud de la corba construïda en el pas n serà {\displaystyle (4/3)^{n}}, que en el límit serà una longitud infinita.
- La dimensió fractal és {\displaystyle \log 4/\log 3\approx 1,26}, major que la dimensió d'una recta (1) i menor que la dimensió de la corba de Peano, que omple el pla (2).
- La corba de Koch és contínua, però no és derivable en cap punt.
- L'àrea del floc de neu de Koch és 8/5 del triangle inicial i, per tant, un perímetre infinit engloba una àrea finita.
- És possible tessel·lar un pla amb còpies del floc de neu de dues o més mides diferents.[4]

## Variants de la corba de Koch

Primeres iteracions de la corba de Koch quadràtica de tipus 1.

Primeres iteracions de la corba de Koch quadràtica de tipus 2.

Existeixen diverses variants de la corba de Koch, canviant l'angle de 60°, el triangle equilàter per un altre polígon o el conjunt inicial.

### Variants quadràtiques
Les variants quadràtiques són aquelles que utilitzen angles rectes. La construcció és similar a la del floc de neu de Koch, i com en aquell cas existeixen versions aplicades a una única línia o a una estructura tancada, aplicant de forma iterativa el mateix procés a cadascuna de les línies que la formen.
La corba de Koch quadràtica de tipus 1 és la més simple i semblant al floc de neu de Koch, amb una dimensió fractal de {\displaystyle \log 5/\log 3} i un angle de 90°. Generalment només s'aplica a una línia. Ara bé, si s'aplica a la part interna d'un quadrat, és a dir la seva versió antifloc, forma el fractal de Vicsek.
La corba de Koch quadràtica de tipus 2, també coneguda com a salsitxa de Minkowski en honor de Hermann Minkowski, és una variant de l'anterior que té una dimensió fractal de {\displaystyle \log 8/\log 4=3/2}, per tant exactament entremig de dimensió 1 i 2. Per aquest motiu sovint s'utilitza per estudiar les propietats físiques dels objectes fractals amb dimensió no entera. Utilitza un angle de 90° i la seva versió tancada se sol aplicar a un quadrat. Per simetria, la versió antifloc obté la versió reflectida de la mateixa figura.
El floc de neu quadràtic és una variant de l'anterior en la qual s'utilitza un generador alternatiu, i es pot formar una versió recoberta a partir d'una creu formada per cinc quadrats. Quatre creus similars s'afegeixen a cada cantonada d'aquesta, i es repeteix el procés amb la figura resultant. Si en lloc d'afegir les creus a les cantonades s'afegeix perpendicularment, s'obté un altre fractal anomenat creu quadràtica.
Les corbes quadràtiques de Koch també es poden catalogar segons el nombre de segments nous obtinguts a partir de cada segment de línia. D'aquesta manera, la de tipus 1 s'anomena corba quadràtica de 5 segments, i la de tipus 2, de 8 segments. Altres versions conegudes són les de 18, 32 i 50 segments.

Corba quadràtica de tipus 1
Salsitxa de Minkowski, versió oberta
Salsitxa de Minkowski, versió tancada
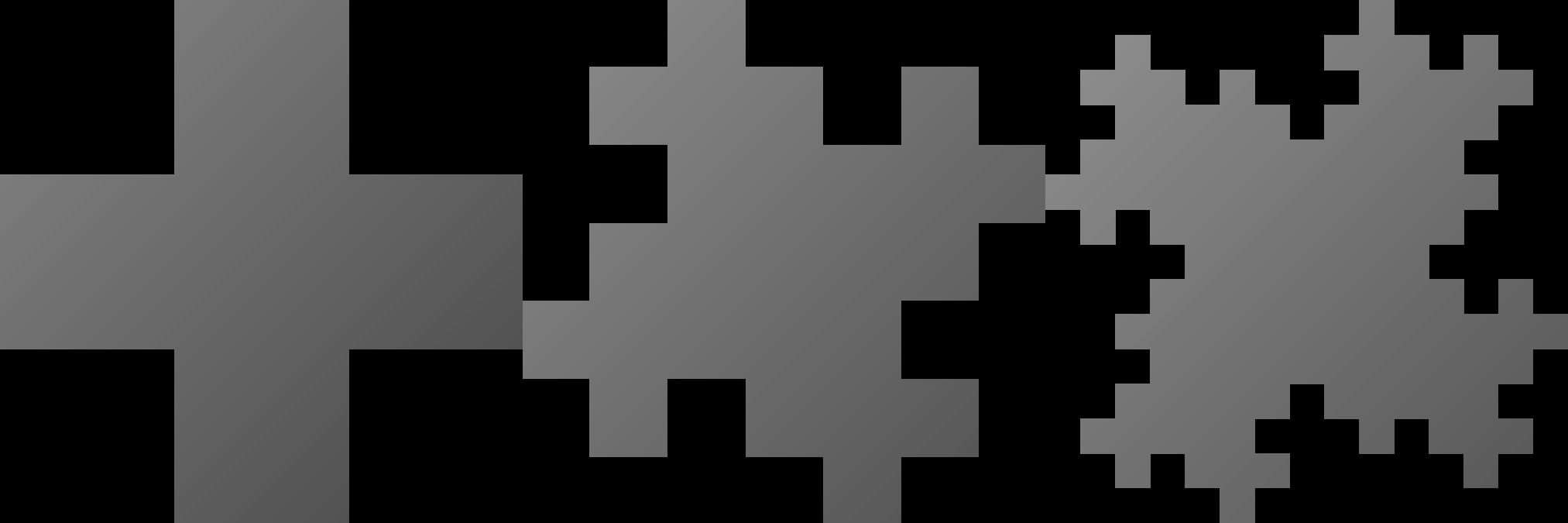
Floc de neu quadràtic
Creu quadràtica
Variant L7-3 de la salsitxa de Minkowski (18 segments).
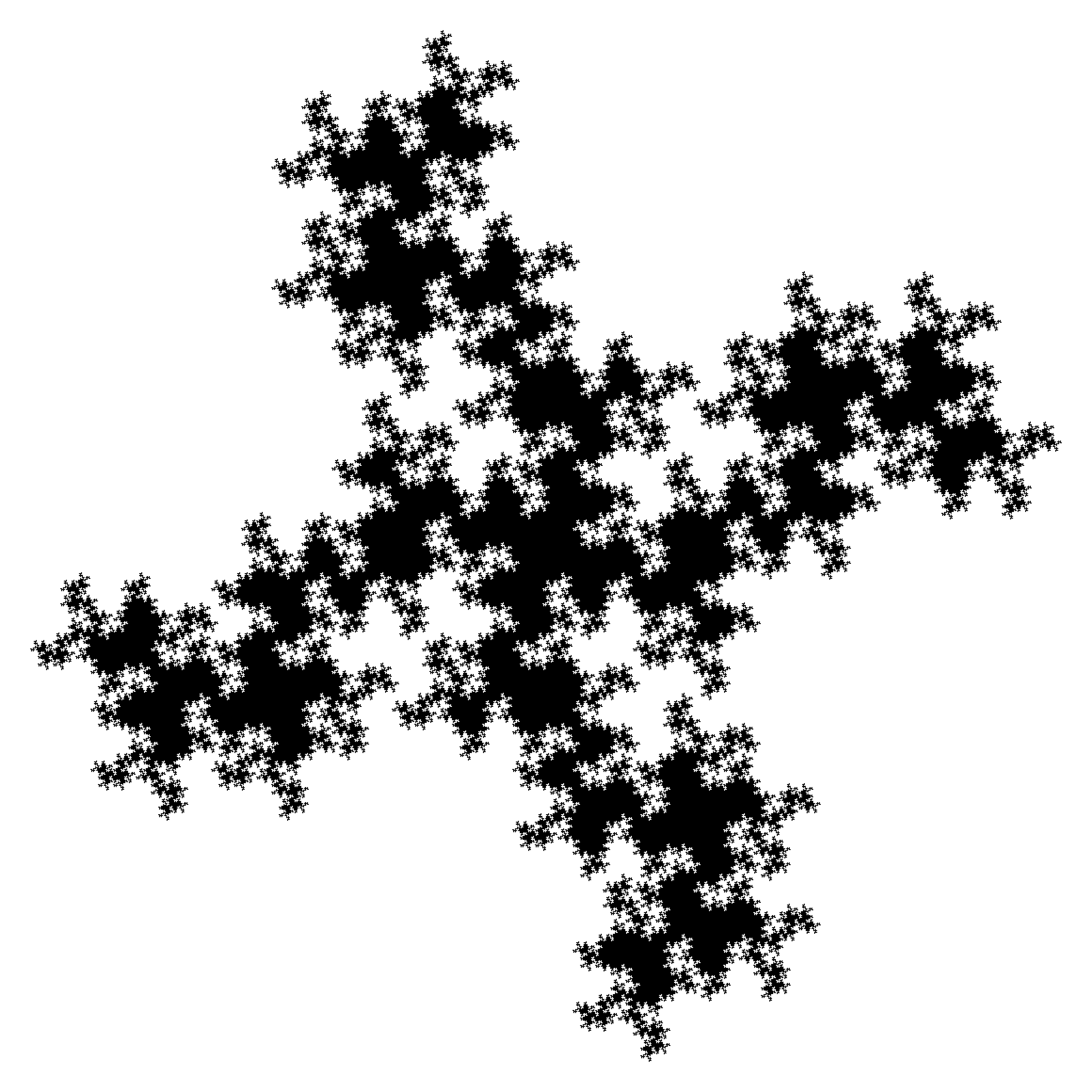
Variant de 32 segments.

### Corbes de Cesàro
Les corbes de Cesàro o de corbes de Cesàro–Faber són semblants a les quadràtiques, però utilitzen altres angles. El floc de neu de Koch original, per tant, forma part d'aquesta categoria i també s'hi engloben variants d'aquest però aplicades en altres poliedres.

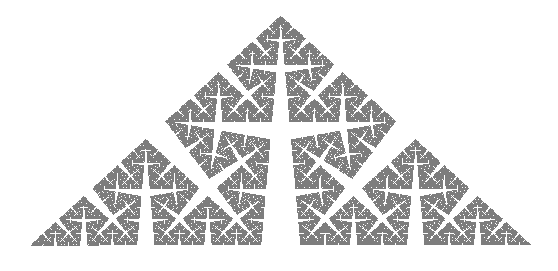
Corba de Koch de 85º
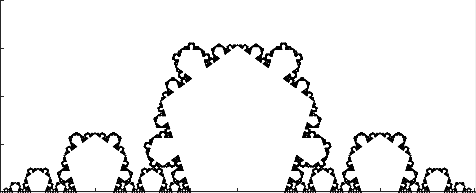
Variant pentagonal de la corba de Koch
Antifloc de Koch en un quadrat

### Generalització a altres dimensions
Les corbes de Koch es poden generalitzar per altres dimensions. L'extensió natural de la corba de Koch en dues dimensions és utilitzar triangles col·locats l'un respecte l'altre en un angle de 60º, formant piràmides triangulars. Pel que fa a la versió quadràtica es pot fer el mateix utilitzant cubs. Les figures obtingudes es poden considerar una extensió dimensional de la corba en el mateix sentit que la piràmide de Sierpinski i l'esponja de Menger es poden considerar extensions del triangle de Sierpinski i de la catifa de Sierpinski.

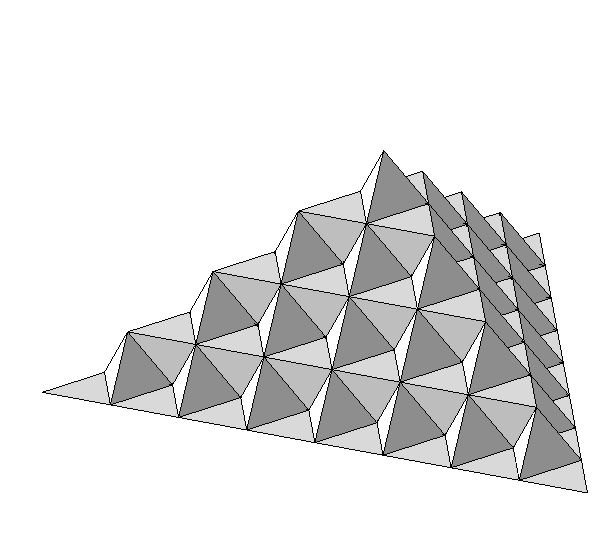
Superfície de Koch
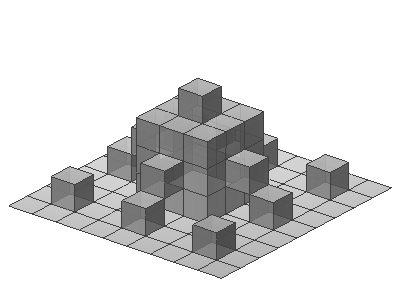
Superfície quadràtica de tipus 1
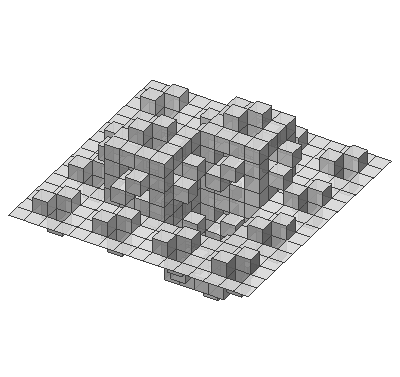
Superfície quadràtica de tipus 2
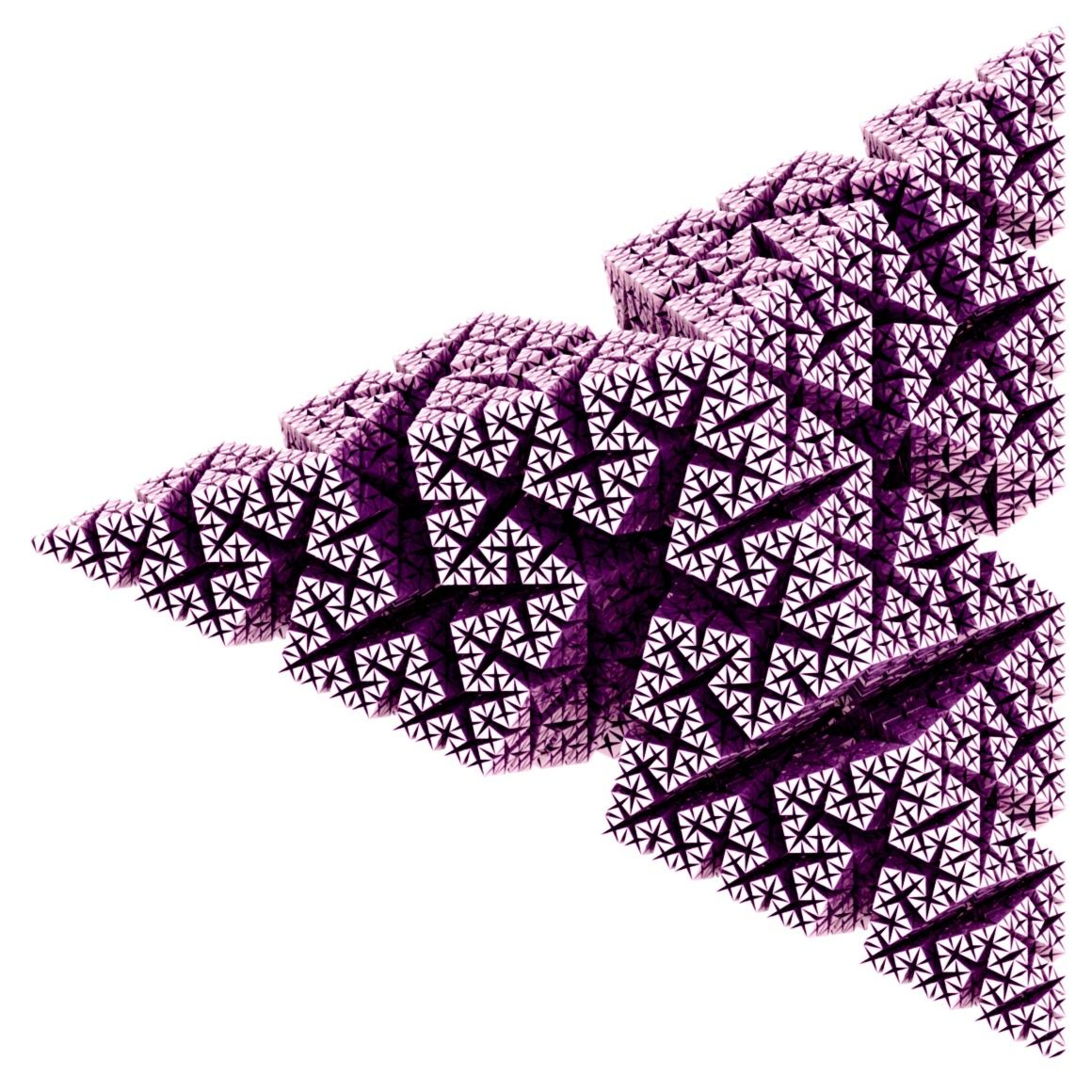
Corba de Koch de 85º en 3D